# 尚特卢莱维涅
尚特卢莱维涅（法語：Chanteloup-les-Vignes，法語發音：[ʃɑ̃tlu le viɲ]）是法国伊夫林省的一个市镇，位于该省北部偏东，塞纳河右岸，属于圣日耳曼昂莱区。

## 地理
尚特卢莱维涅（48°58'42"N, 2°1'51"E）面积3.33 平方千米，位于法国法蘭西島大區伊夫林省，该省份为法国北部内陆省份，北起瓦兹河谷省，西接厄尔省，西南接厄尔-卢瓦省，东南接埃松省，东临上塞纳省。
与尚特卢莱维涅接壤的市镇（或旧市镇、城区）包括：昂德雷西、卡里耶尔苏普瓦西、塞纳河畔特列勒。

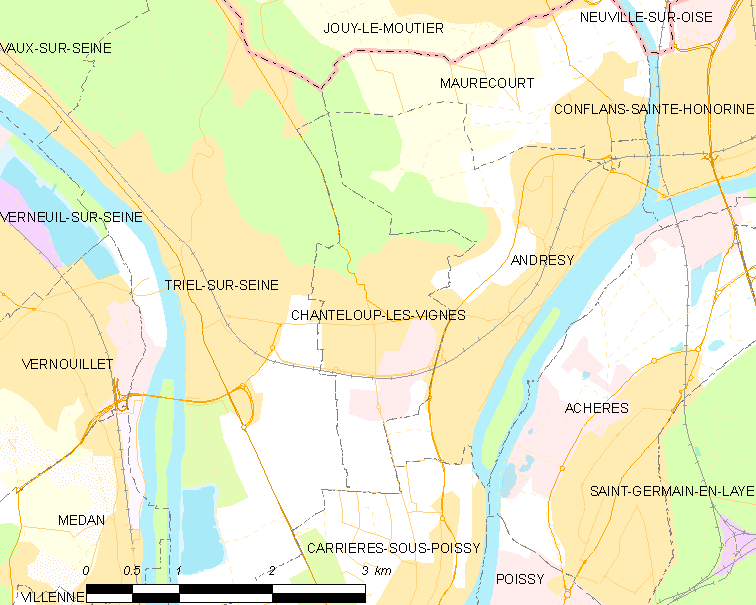
尚特卢莱维涅的OSM定位图

尚特卢莱维涅的时区为UTC+01:00、UTC+02:00（夏令时）。

## 行政
尚特卢莱维涅的邮政编码为78570，INSEE市镇编码为78138。

## 政治
尚特卢莱维涅所属的省级选区为孔夫朗圣奥洛里娜县。

## 人口

1962-2008年间尚特卢莱维涅人口变化图示

尚特卢莱维涅于2022年1月1日时的人口数量为10793人。